# بارتولومئو لوکا
بارتولومئو لوکا (انگلیسی: Bartholomew of Lucca) متخصص الهیات، و تاریخ‌نگار اهل جمهوری ونیز بود که کتاب Annales و Historia Ecclesiastica Nova اثر اوست.